# Distichodus fasciolatus
Distichodus fasciolatus är en fiskart som beskrevs av Boulenger, 1898. Distichodus fasciolatus ingår i släktet Distichodus och familjen Distichodontidae. IUCN kategoriserar arten globalt som livskraftig. Inga underarter finns listade i Catalogue of Life.